# Euselenca
Euselenca is een geslacht van hooiwagens uit de familie Assamiidae.
De wetenschappelijke naam Euselenca is voor het eerst geldig gepubliceerd door Roewer in 1923. 

## Soorten
Euselenca omvat de volgende 2 soorten:
- Euselenca feai
- Euselenca gracilis